# Johannesburg Challenger 2 1989
Il Johannesburg Challenger 2 1989 è stato un torneo di tennis facente parte della categoria ATP Challenger Series nell'ambito dell'ATP Challenger Series 1989. Il torneo si è giocato a Johannesburg in Sudafrica dal 24 al 29 luglio 1989 su campi in cemento.

## Vincitori

### Singolare
Pieter Aldrich ha battuto in finale  Wayne Ferreira con il punteggio di 6–3, 6–3

### Doppio
Pieter Aldrich /  Danie Visser hanno battuto in finale  David Adams /  Dean Botha con il punteggio di 7–6, 6–4